# Normativní ekonomie
Normativní ekonomie (na rozdíl od ekonomie pozitivní) je směr ekonomické teorie, jehož cílem je určovat to, jaké by měly být výsledky hospodaření, nebo cíle veřejné politiky.
Ekonomové upřednostňují rozlišování mezi normativní ekonomií („co by mělo být“ v ekonomických záležitostech) a pozitivní ekonomií („co je“). Mnoho normativních (hodnotových) úsudků je však uznáváno podmíněně k informacím, které jsou aktuání a je třeba od nich upustit, pokud se fakta, nebo znalost faktů změní, tak aby změna norem byla čistě vědecky motivovaná a odpovídala realitě.
Na druhé straně indický ekonom Amartya Sen odlišuje elementární (normativní) úsudky, které nezávisí na těchto znalostech, od neelementárních úsudků, které se jimi řídí. Považuje za zajímavé poznamenat, že „žádné soudy nejsou prokazatelně elementární“, zatímco u některých hodnotových úsudků se může prokázat, že jsou neelementární. To ponechává otevřenou možnost pro plodnou vědeckou diskusi o hodnotových úsudcích.
Pozitivní a normativní ekonomie jsou často syntetizovány ve stylu praktického idealismu. V této disciplíně, někdy nazývané „umění ekonomie“, se pozitivní ekonomie využívá jako praktický nástroj k dosažení normativních cílů.
Příkladem normativního ekonomického prohlášení je následující:
```
Cena 
mléka
 by měla být 50 Kč za litr, aby došlo ke zvýšení životní úrovně jeho producentů a udržení tradice rodinných farem.
```

O normativní prohlášení se jedná proto, protože odráží hodnotové úsudky. Toto konkrétní prohlášení činí úsudek, že si zemědělci zaslouží vyšší životní úroveň a že je třeba zachovat rodinné farmy.
Normativní ekonomie zahrnuje teorii sociální volby, teorii kooperativní hry a teorii návrhů mechanismu.
Dlouholetá debata ekonomů a intelektuálů o účinnosti a morálnosti ekonomických systémů postupem času vedla ke vzniku různých myšlenkových směrů. V dnešní době byly klasifikovány do „levicových“ a „pravicových“ směrů.
Jednoduše řečeno, levicově orientované ekonomické myšlení má tendenci prosazovat vládní intervenci v ekonomice; naopak pravicové ekonomické myšlení má tendenci prosazovat minimální vládní zásahy do ekonomiky.
Kapitalismus, do značné míry rozvíjen Holanďany a Brity, je pravicově orientovanou ekonomickou ideologií, která ponechává určení nabídky a poptávky tržním faktorům. Za kapitalistickou normativní filozofii  v ekonomii vděčíme podle dnešních názorů Adamu Smithovi. Komunismus, který se rozšířil do mnoha koutů světa, se zasazuje o státem řízený trh. Komunistická teorie je široce připisována Karlu Marxovi a Friedrichu Engelsovi. Velká část moderní politiky se točí kolem normativní ekonomické debaty o zapojení státu do ekonomiky a dalších normativních ekonomických teorií.
Některé dřívější technické problémy, se kterými přišla ekonomie blahobytu a teorie spravedlnosti, byly dostatečně hluboce zkoumány na to, aby byl ponechán prostor pro zvážení různých návrhů jejich řešení v oblastech aplikace, jako je alokace zdrojů, veřejná politika, sociální ukazatele a měření nerovnosti a chudoby.